# The Flaming Lips and Stardeath and White Dwarfs With Henry Rollins and Peaches Doing the Dark Side of the Moon
Albums de The Flaming Lips
Embryonic
(2009)
The Flaming Lips and Stardeath and White Dwarfs With Henry Rollins and Peaches Doing the Dark Side of the Moon est un album des Flaming Lips, en collaboration avec Henry Rollins et Stardeath and White Dwarfs, sorti le 22 décembre 2009. Il reprend intégralement l'album The Dark Side of the Moon de Pink Floyd.
Contrairement à la majorité des groupes rejouant cet album, les Flaming Lips n'ont pas essayé de le jouer conformément à la version originale. Ils ont pris une certaine liberté dans les arrangements, donnant un côté original à leur version.

## Titres de l'album
Toutes les paroles sont de Roger Waters.
1. Speak to Me (Nick Mason) / Breathe (David Gilmour, Roger Waters, Richard Wright) / (feat. Henry Rollins & Peaches)– 5:19
2. On The Run (David Gilmour, Roger Waters) (feat. Henry Rollins)– 3:55
3. Time/Breathe (Reprise) (David Gilmour, Roger Waters, Richard Wright, Nick Mason) – 4:56
4. The Great Gig in the Sky (Richard Wright, Roger Waters, Clare Torry) (feat. Peaches & Henry Rollins) – 3:57
5. Money (Roger Waters) (feat. Henry Rollins) – 5:31
6. Us and Them (Roger Waters, Richard Wright) (feat. Henry Rollins) – 7:45
7. Any Colour You Like (David Gilmour, Nick Mason, Richard Wright) – 2:42
8. Brain Damage (Roger Waters) (feat. Henry Rollins) – 4:42
9. Eclipse (Roger Waters) (feat. Henry Rollins) – 2:12

L'album contient un bonus vidéo de Breathe, montrant des images du groupe en studio.